# Boscos dels altiplans del Camerun
Els boscos dels altiplans del Camerun són boscos tropicals i subtropicals de frondoses humits d'estatge montà que constitueixen una ecoregió. Aquesta està localitzada en la gamma de muntanyes que penetren des de la costa del golf de Guinea cap a l'interior i forma la frontera entre Camerun i Nigèria. Això és una àrea de bosc i prada que està esdevenint cada cop més més poblat i més i més superfície és desforestada per dedicar-la a l'agricultura.

## Enquadrament
Els boscos dels altiplans del Camerun de terres altes cameruneses s'estenen al llarg dels altiplans del Camerun, una cadena de volcans extingits que cobreix una àrea de 38,000 quilòmetres quadrats en Nigèria oriental i Camerun occidental. L'ecoregió s'escampa per damunt dels 900 de metres d'altitud respecte la mar, i és envoltada a alçades menors per l'ecoregió de forests costaners de Cross-Sanaga-Bioko a la banda sud de la serralada, i pel mosaic de bosc-sabana al llarg dels límits septentrionals i centrals de la serralada; les Terres altes Cameruneses formen la frontera entre les ecoregions Guineana i nord-congolesa del Mosaic de Forest-Sabana. La muntanya més alta en la cadena, Mont Camerun és considerada una ecoregió a banda, mentre el cim més alt dins de la regió és Mont Oku (3.011 metres). En comparança a àrees de terres altes dins d'Angola i Àfrica oriental el clima aquí és més fresc que és típic d'Àfrica tropical. Les terres altes són una font important d'aigua per ambdós estats Nigèria i Camerun.

## Flora
La vegetació varia amb alçada. Els boscos submontans s'estenen de 900 a 1.800 metres. Damunt dels 1.800 metres l'altitud hi ha diferents boscos de muntanya i sectors de praderies de muntanya, boscs de bambú, i praderies-matollars subalpins. L'ecoregió és caracteritzada per la presència d'espècies afromontanes, que tenen una distribució semblants a un arxipèlag entre les terres altes d'Àfrica. Espècies típiques afromontanes són: Nuxia congesta, Podocarpus latifolius, Prunus africana, Rapanea melanophloeos, i Syzygium guineense bamendae.

## Fauna
L'ecoregió és l'hàbitat d'un nombre d'espècies endèmiques, juntament amb diverses més que es troben en l'ecoregió propera de la Selva montana de Bioko i Mont Camerun.
Set espècies d'ocells són estrictament endèmiques: L'Apalis de Bamenda (Apalis bamendae), Bradypterus bangwaensis, Kupeornis gilberti, Platysteira laticincta, Ploceus bannermani, Telophorus kupeensis i Turac de Bannerman (Tauraco bannermani), el qual és una icona cultural per les persones de cultura Kom que viuen en l'àrea. Catorze espècies són endèmiques als Boscos alts del Camerun i Mont Camerun: Andropadus montanus, Phyllastrephus poliocephalus, Laniarius atroflavus, Malaconotus gladiator, Cossypha isabellae i les subespècies Cisticola chubbi discolor (de vegades considerat una espècie separada de nom científic C. discolor). Nou espècies montanes endèmiques són compartides amb les àrees de Mont Camerun i Bioko: Psalidoprocne fuliginosa, Andropadus tephrolaemus, Phyllastrephus poensis, Phylloscopus herberti, Urolais epichlora, Poliolais lopezi, Nectarinia oritis, Nectarinia ursulae, i Nesocharis shelleyi.
Onze petites espècies de mamífers són endèmiques a l'ecoregió: Ratolí rallat (Hybomys eisentrauti), Hylomyscus grandis, Lamottemys okuensis, Lemniscomys mittendorfi, Lophuromys dieterleni i L. eisentrauti, Myosorex okuensis, M. rumpii, Otomys occidentalis, Praomys hartwigi, i Musaranya de Bioko (Sylvisorex isabellae).
L'ecoregió és l'hàbitat de diversos primats en perill, com ara el goril·la del riu Cross (Gorilla gorilla diehli), una subespècie endèmica de goril·la occidental, Mandrillus leucophaeus leucophaeus, Còlob vermell de Preuss (Pilocolobus preussi), ximpanzé comú (Pan troglodytes) i diverses espècie de cercopitec incloent el Cercopitec de Preuss (Cercopithecus preussi).
Quaranta espècies d'amfibis són endèmiques a l'ecoregió:Petropedetes parkeri, Petropedetes perreti, Phrynobatrachus cricogaster, Phrynobatrachus steindachneri, Phrynobatrachus werneri, Phrynobatrachus spp, Phrynodon spp, Cardioglossa melanogaster, Cardioglossa oreas, Cardioglossa pulchra, Cardioglossa schioetzi, Cardioglossa trifasciata, Cardioglossa venusta, Astylosternus nganhanus, Astylosternus perreti, Astylosternus montanus, Astylosternus rheophilus, Leptodactylodon axillaris, Leptodactylodon bicolor, Leptodactylodon boulengeri, Leptodactylodon erythrogaster, Leptodactylodon mertensi, Leptodactylodon polyacanthus, Leptodactylodon perreti, Afrixalus lacteus, Hyperolius ademetzi, Hyperolius riggenbachi, Leptopelis nordequatorialis, Xenopus amieti, Xenopus spp, Sclerophrys villiersi, Werneria bambutensis, Werneria tandyi, Wolterstorffina mirei.
Els rèptils següents són també considerat més o menys endèmics: Atractaspis coalescens, Chamaeleo eisentrauti, C. pfefferi, Trioceros quadricornis, Leptosiaphos ianthinoxantha, i L. lepesmei.

## Amenaces i conservació
El bosc és talat contínuament per fer llenya, fusta i per crear terres de conreu. Moltes de les muntanyes han perdut quantitats significatives de bosc. Hi ha una protecció formal del medi ambient molt petita.

## Cascos urbans i poblaments
Al Camerun les muntanyes són bastant densament poblades i intensament utilitzades per cultivar i pasturar; bona part d'aquesta ecoregió és dintre de les regions polítiques del Nord-oest i Adamawa. Les ciutats inclouen Bamenda, capital del Nord-oest i base per visitar les muntanyes com ara Oku, el Bosc de Kilum-Ijim i el Llac Nyos. Dintre de Nigèria l'ecoregió està a l'interior de la Plana mesetària de Mambila, una àrea agrícola i ramadera en l'Estat de Taraba.